# Isidoro Aliaga
Fray Isidoro Aliaga Martínez (Zaragoza, 1568-Valencia, 2 de enero de 1648) fue un dominico español que fue obispo de Albarracín, de Tortosa y arzobispo de Valencia .

## Biografía
Isidoro Aliaga nació en 1568 en Zaragoza, hijo de Pablo Aliaga, natural de La Iglesuela del Cid, y de Gracia Martínez, de Zaragoza, dueños de una tienda de textiles. Su padre falleció prematuramente y su madre se ocupó de todo hasta que el prior del convento de predicadores de Zaragoza, Jerónimo Xavierre, se hizo cargo de la educación, tanto de Isidoro como de su hermano mayor, Luis Aliaga.
Ingresó en el convento de Zaragoza y se ordenó el 4 de junio de 1586. Continuó sus estudios y ascendió en la orden, convirtiéndose en lector del convento de la Virgen de la Consolación de Gotor. Regresó a Zaragoza y poco después se trasladó al convento de Santa María sobre Minerva de Roma, donde llegó a ser lector de teología y regente de estudios. En 1605, el capítulo de la orden de los Predicadores celebrado en Valladolid, le reconoce el grado de maestro en Sagrada Teología.
Desde finales de 1606, Isidoro contó con Jerónimo Xavierre, ahora confesor del rey Felipe III, y con su hermano mayor, Luis, confesor del duque de Lerma, Francisco de Sandoval, y desde 1608 confesor del rey por muerte de Xavierre, para facilitar su promoción.
El 1 de febrero de 1608, en el capítulo de la provincia de Aragón celebrado en Barcelona, fue elegido provincial y, tras asistir como definidor al capítulo general de la orden celebrada en Roma, volvió a España. Muy poco después, el 21 de septiembre, el rey lo presentó como obispo de Albarracín y, el 10 de octubre del mismo año, Pablo V ratificó la designación. El 7 de abril de 1611 el rey lo presentó para obispo de Tortosa, siendo nombrado el 13 de junio y tomando posesión el 25 de agosto. No estuvo en el obispado  ni un año, ya que el 29 de enero de 1612 el rey lo promovió a arzobispo de Valencia y Pablo V lo nombró el 23 de marzo, tomando posesión el 30 de mayo y entrando en Valencia el 4 de noviembre.
Intentó imponer desde un primer momento la ortodoxia en la archidiócesis, oponiéndose a la mayor parte de sus fieles al condenar la devoción del padre Francisco Jerónimo Simón, y comenzó una lucha contra el capítulo metropolitano, con procesos judiciales abiertos contra algunos miembros, por no obedecer al prelado. Estas actuaciones provocaron la animadversión del pueblo y en septiembre de 1613 se trasladó a Madrid para obtener la ayuda de su hermano, dejando a un sobrino suyo, Pedro Antonio Serra, como vicario general. Permaneció en Madrid hasta inicios de 1615, regresando a Valencia cuando los conflictos ya estaban más calmados. A finales de 1618 volvió a visitar a su hermano y asistió a la toma de posesión de Luis como inquisidor general, lo que reforzó la influencia familiar.
Los excesos en la devoción simonista y los ataques a la autoridad pastoral del arzobispo de gran parte de la población de Valencia, provocaron que su hermano Luis, como inquisidor general, publicara el 3 de marzo de 1619 unos edictos de reforma del culto a mosén Simón, que sólo sirvieron para incitar a un tumulto simonista, ante la pasividad de las principales autoridades civiles. El rey actuó presionando al reino para que cumplieran los edictos y enviando al inquisidor Alonso de Salazar y Frías, para encausar a los promotores del motín, logrando tranquilizar la situación y hacer retroceder a los simonistas.
De vuelta en la archidiócesis y antes de entrar en la capital, esperando a que el conflicto simonista menguase, realizó una visita pastoral por la archidiócesis, que duró desde mayo de 1619 hasta el verano del año siguiente, recorriendo Los Serranos, el Campo de Murviedro, la Huerta de Valencia, la Ribera del Júcar, La Costera y La Marina.
Felipe III falleció en 1621 y su hijo Felipe IV apartó a Luis Aliaga del cargo de inquisidor general. Con ello comenzaron los ataques a toda la familia, entre ellos, a su hermano Isidoro. Éste se trasladó a Madrid para intentar minimizar los daños, donde permaneció sin conseguir ninguna mejora hasta junio de 1622, cuando regresó a Valencia y se encontró una inspección real que le pidió cuentas por su pasividad frente a comportamientos delictivos de miembros del clero.
En las cortes de Monzón de 1626 el arzobispo apoyó el proyecto de Unión de Armas propuesto por el conde-duque de Olivares, oponiéndose a la opinión general de las cortes, pero logrando el reconocimiento de la corte. A partir de entonces la monarquía lo empleó para resolver situaciones complicadas en el reino, como durante la crisis de 1640 que trajo la guerra de los Treinta Años a Cataluña, con la llamada guerra de los Segadores. El arzobispo también consiguió del brazo militar la posibilidad de utilizar el ejército valenciano fuera de las fronteras del reino. En las parcialidades entre los Inglesola y los Minvarte intentó, durante los años 1636 a 1637, establecer una tregua entre las partes. Por estos y otros servicios el rey lo quiso nombrar virrey de Valencia en 1645, pero su avanzada edad le sirvió para rechazar el cargo, lo que no le impidió ayudar a Eduardo Álvarez de Toledo, conde de Oropesa y nuevo virrey. Le ayudó con los problemas de gobernabilidad de la ciudad de Valencia, asesorándole con la mejor forma de conseguir donaciones extraordinarias de la monarquía, sobre todo durante la terrible peste de 1647.
Con el fin de insistir y profundizar en la aplicación de los preceptos acordados en el Concilio de Trento, Isidoro Aliaga, asegurada su posición en la mitra, el 16 de enero de 1631 firmó el edicto de convocatoria del sínodo diocesano, publicado el 19 de enero, e inaugurado el 16 de febrero. Las sesiones tuvieron lugar en el salón principal del palacio episcopal y duraron 8 días, hasta el 24 de febrero. Fueron convocados los rectores de la diócesis, los plebanes de Onteniente y Oliva, el pavorde de Jávea, y los capítulos de la Catedral de Valencia, de Játiva y Gandía. Se aprobaron 96 capítulos, centrados en la correcta aplicación de los sacramentos, la reforma del clero, la delimitación y reducción de las fiestas de precepto y el control de las manifestaciones de la religiosidad popular. En ese mismo año de 1631 se imprimieron los capítulos, donde se incluían las Advertencias para los edificios y fábricas en los templos: y para varias cosas de las que en ellos sirven al culto divino ya otros ministerios, un tratado del mismo arzobispo, donde dibuja un templo ideal con los diferentes espacios y describe las características y uso de los objetos empleados en el servicio y ministerio de la iglesia.
Durante su prelatura realizó otras dos visitas pastorales, sin ir personalmente, designando a delegados. En la primera, de 1632 a 1636, fueron designados visitadores el vicario general Pedro Garcés y el obispo de Petra, Vicente Claveria y Sanz; mientras la segunda, realizada por el obispo de Maronea, Jacinto Minvarte, se realizó entre 1643 y 1646.
Falleció el 2 de enero de 1648 en Valencia y fue enterrado en la capilla de San Luis Bertrán de la iglesia del Convento de Santo Domingo.